# Хміль (фільм)
«Хміль» — радянський художній фільм 1991 року у двох частинах за мотивами однойменного роману Олексія Черкасова, знятий режисером Віктором Трегубовичем (остання робота режисера). «Народна епопея з розкольницького життя».

## Сюжет
Кіноваріант в одній серії. Історична драма за мотивами однойменного роману Олексія Черкасова. Протягом майже чотирьох годин фільм розповідає про життя громади старовірів. На екрані розігрується драма незвичайного життя, історія любові і пристрастей людських.

## У ролях
- Олександр Блок —  Олександр Лопарьов, мічман, декабрист
- Федір Одиноков —  отець Філарет (озвучує  Олексій Булдаков)
- Андрій Пономарьов —  Мокей, син Філарета
- Марина Виборнова —  Єфімія, дружина Мокія, невістка Філарета
- Віктор Трегубович —  Калістрат, апостол громади
- Олександр Зав'ялов  —  праведник Ларивон
- Юрій Дубровін —  Єлисей, апостол громади
- Олександр Суснін —  Ксенофонт, апостол громади
- Михайло Силантьєв —  Тимофій, апостол громади
- Борис Аракелов —  Андрій, апостол громади
- Микола Ситін —  Іона, апостол громади
- Борис Павлов-Сильванский —  праведник Лукашка
- Валентин Клементьєв —  праведник Микула, коваль громади
- Всеволод Кузнецов —  праведник дід Данило
- Олексій Булдаков —  праведник Третьяк  (озвучує  Валерій Кравченко)
- Сергій Виборнов —  праведник Михайла
- Кіра Данилова —  Акуліна, дружина Михайла
- Ю. Захаревич —  праведник Харлампій
- Юрій Кузнецов —  отець Павло
- Віктор Бичков —  праведник Лука
- Геннадій Богачов —  Євстигней Мінич, слідчий
- Володимир Єрьомін —  підполковник жандармерії Ізвєков
- Олексій Миронов —  становий пристав
- Віктор Смирнов —  купець Гаврило Спиридонич Тужилін
- Георгій Штиль —  людина купця
- Іван Агафонов —  Никанор
- Віра Кузнецова —  Секлетина Карпівна

## Знімальна група
- Автори сценарію: Марина Виборнова, Поліна Ясинська,  Віктор Трегубович
- Режисер:  Віктор Трегубович
- Оператор: Іван Багаєв
- Композитор: Владлен Чистяков
- Звукорежисер:  Моріс Вендров